# Aéroport de Grozny
L'aéroport de Grozny (en tchétchène : Соьлжа-ГӀалан аэропорт, en russe : Аэропорт « Грозный ») (code IATA : GRV • code OACI : URMG) est un aéroport de la république tchétchène, situé à 7,5 km au nord de Grozny, en Russie,.

## Histoire
Les travaux du premier aéroport de Grozny débutent en 1938, lorsque les avions P-5 et U-2 commencent leurs premiers vols postaux et sanitaires. Jusqu'en 1977, l'aéroport de Grozny n'est équipé que d'une seule piste non bétonné, qui ne pouvait accueillir que des avions tels que les Li-2, IL-14, AN-24 et AN-10.
En 1977, un nouveau complexe aéroportuaire est construit avec piste artificielle au cours duquel il accueille l'avion à passagers Tu-134, reliant la république tchétchène aux régions de l'URSS. Le nouveau site est nommé « aéroport Nord ».
Entre les années 1990-2000, le nom de l'aéroport est changé plusieurs fois :
- 1990 - Aéroport Cheikh Mansour
- 1995 - Aéroport Nord
- 1996 - Aéroport Cheikh Mansour
- 2000 - Aéroport Nord

Toutes les infrastructures et l'aérodrome de Grozny sont considérablement endommagés lors des opérations de combat contre les combattants tchétchènes qui s'emparent de l'aéroport le 8 septembre 1991 et le détiennent jusqu'au 30 septembre 1994. Après la fin de la guerre et le début d'une vie relativement paisible dans le pays, l'aéroport subit une reprise progressive. En 2000 est créée la « Direction pour la récupération de l'aéroport de Grozny Nord » du FSI sous la direction d'Adnan Gakayeva Vakhidovitch à l'égard de laquelle le département d'enquête du 1er décembre 2005 du FSB pour la république tchétchène est poursuivi pour « détournement de fonds public à grande échelle », visant à restaurer l'aéroport.
De 1999 à 2006, dans le cadre du processus de reconstruction de l'aéroport, la piste est agrandie et prolongée. Le complexe aéroportuaire capable de recevoir les Tu-154 et IL-62, est reconstruit. Le décret numéro AT-76-P du ministère russe des Transports du 6 mars 2002 lance une reconstruction à grande échelle de l'aéroport. En 2005, l'aéroport Nord est rebaptisé aéroport de Grozny.
Le 19 février 2007, l'ordre du numéro FATA AIO-19 délivre un certificat d'enregistrement d'État à l'aéroport de Grozny (nord). L'aéroport est affecté en classe B pour être admis à l'accueil des avions Tu-134 et des hélicoptères de tous types, de jour comme de nuit, toute l'année. Le 29 novembre 2007, l'aéroport de Grozny est autorisé à recevoir le Tu-154.
Le 11 juin 2009, l'Interstate Aviation Committee (IAC) délivre un certificat d'aérodrome international, par conséquent l'aéroport est certifié comme adapté au service de vols internationaux,,.

## Compagnies aériennes et destinations
| Compagnies           | Destinations                                          |
| -------------------- | ----------------------------------------------------- |
| Aeroflot             | Moscou-Cheremetievo                                   |
| Avia Traffic Company | Bichkek                                               |
| Azimuth Airlines     | Moscou–Vnoukovo, Rostov-sur-le-Don, Saint-Pétersbourg |
| Flydubai             | Dubai–International                                   |
| Nordwind Airlines    | Vols charters saisonniers : Antalya, Charm el-Cheikh  |
| Pegasus Airlines     | Istanbul–Sabiha-Gökçen                                |
| S7 Airlines          | Novossibirsk-Tolmatchevo                              |
| Utair                | Istanbul, Moscou–Vnoukovo                             |